# Aniela (dramat)
Aniela (fr. Angèle) – dramat Alexandre’a Dumasa (ojca) z 1833 roku.

## Geneza utworu
5 czerwca 1832 roku Dumas wziął udział w pogrzebie generała Lamarque’a, który przekształcił się w zamieszki, stłumione w następnych dniach przez wojska rządowe. Dumas, który dość czynnie uczestniczył w tych wydarzeniach, 21 lipca wyjechał z Belle Krelsamer do Szwajcarii. Przed wyjazdem, w dniach 7 i 8 czerwca pomógł Anicetowi Bourgeois poprawić sztukę Syn emigranta, napisaną przez Bourgeois na prośbę panny George, która dość już miała ról królowych i chciała zagrać kobietę z ludu. Syn emigranta, wystawiony pod nieobecność Dumasa, poniósł klęskę. Wygwizdany na premierze, został zdjęty po dziesięciu przedstawieniach. Gazety nieprzychylne Dumasowi, nie zostawiły suchej nitki na pisarzu, choć nie on był autorem sztuki. Dokąd zaszliśmy, skoro z takim dramatem wiąże się nazwisko tak utalentowanego człowieka? – pisał Le Constitutionel – ten występek zdaje się świadczyć o tym, że jego talent doszczętnie obumarł.
Po powrocie do Paryża pisarz bezskutecznie próbował nawiązać kontakty z dyrektorami teatrów. Ludzie sceny odwracali się jednak od niego. Mówiono, że przynosi pecha. Zniechęcony Dumas zajął się więc Impresjami z podróży, pisaniem opowiadań. Powrócił też do pracy nad dziełem historycznym, zatytułowanym Galia i Francja. W kwietniu 1833 roku, na prośbę swojej drugiej kochanki, Idy Ferrier, napisał wspólnie z Anicetem Bourgeois, utwór o zuchwałym karierowiczu, który postanawia dojść do zaszczytów przy pomocy kobiet, który zatytułował Aniela.

## Osoby
| Osoba             | Jej rola w dramacie              | Aktor premierowy |
| ----------------- | -------------------------------- | ---------------- |
| Alfred d'Alvimar  |                                  | Bocage           |
| Henryk Muller     | młody lekarz, zakochany w Anieli | Lockroy          |
| Juliusz Raymond   | młody malarz, przyjaciel Alfreda | Chilly           |
| Hrabina de Gaston | wdowa po generale de Gaston      | panna Verneuil   |
| Aniela            | córka księżnej                   | Ida Ferrier      |
| Ernestyna         | markiza de Rieux                 | Mélanie          |
| Pani Angelique    | ciocia Anieli                    | panna Adolphe    |

## Czas i miejsce akcji
Akcja dramatu rozgrywa się pomiędzy czerwcem 1832 roku a marcem 1833 roku. Akt pierwszy i drugi toczą się w Cauterets w Pirenejach, trzy kolejne w Paryżu.

## Treść

### Akt I Alfred d'Alvimar
Alfred odrzuca miłość Ernestyny, która przybywa do Cauterets jako jego siostra. Po śmierci ojca odziedziczył tylko niewielką część jego majątku. Pieniądze wydał bez powodzenia na studia i naukę zawodu. Odtąd utrzymuje się dzięki poparciu wpływowych kobiet. W nowej sytuacji politycznej musi więc szukać nowej protektorki. Ernestyna odjeżdża, zdecydowana zaszyć się w swoim domu z dala od ludzi. Alfred wyznaje swemu przyjacielowi, Juliuszowi, że chce poślubić 16-letnią Anielę, córkę hrabiny de Gaston, wdowy po napoleońskim generale, która obecnie po upadku Burbonów, może stać się osobą  o znacznych wpływach. Ma jednak zaledwie dzień, by przeprowadzić swój plan, gdyż hrabina przyjeżdża następnego dnia. Po wyjeździe Ernestyny Aniela ma się przenieść do opuszczonego przez nią pokoju. Alfred ma klucz do drugich drzwi, wręczony mu jeszcze przez Ernestynę. Straszy więc opiekującą się Anielą ciotkę, by się zabarykadowała w swoim pokoju i nie reagowała na hałasy i jednocześnie ogniście zaleca się do Anieli.

### Akt II Hrabina de Gaston
Aniela jest wstrząśnięta i przerażona tym, co zaszło w nocy. Alfred uspokaja ją, że ją kocha i będzie prosił jej matkę o zgodę na ich ślub. Syn właściciela gospody Henryk Muller, młody lekarz, zakochany w Anieli, zwierza się jej ze swej tragicznej sytuacji – śmiertelna choroba krzyżuje wszystkie jego plany. Alfred wychodzi naprzeciw nadjeżdżającej hrabinie. Znajduje ją na spacerze i ratuje przed śmiertelnym upadkiem z urwiska. Kiedy chce prosić o rękę córki, hrabina wyznaje, że najpierw ona musi się wydać za mąż i wdzięczna za uratowanie życia i oczarowana jego osobą, proponuje mu małżeństwo i wsparcie swoim majątkiem i protekcjami jego kariery politycznej. Alfred odjeżdża godzinę później z hrabiną do Paryża, zapewniając Anielę, że tam doprowadzi do skutku sprawę ich małżeństwa.

### Akt III Ernestyna
Minęło kilka miesięcy. Alfred, dzięki staraniom i wpływom hrabiny, został przywrócony na listę płac rządu, a obecnie dzięki protekcji pani de Varcy ma otrzymać nominację na wysokie stanowisko dyplomatyczne. Hrabina de Gaston przygotowuje bal, na którym chce ogłosić zamiar poślubienia Alfreda. Na zaproszenie hrabiny przybywa Henryk Muller. Zupełnie niespodziewanie zjawia się natomiast Aniela, która, jak twierdzi, po śmierci ciotki czuła się zbyt samotnie w Pirenejach. Alfreda odwiedza pani Varcy, którą okazuje się Ernestyna. Po powrocie z Pirenejów i odsunięciu się od ludzi, stała się celem towarzyskiej obmowy. Została kochanką ministra, by zamknąć usta plotkarzom. Ernestyna wręcza Alfredowi nominację na ministra pełnomocnego rządu francuskiego w Wiedniu, zawierającą nakaz objęcia urzędu w ciągu trzech dni. Przyjęcie nominacji wymagałoby opuszczenia hrabiny de Gaston. Alfred odmawia. Hrabina wyjawia Alfredowi, że z powodu przyjazdu Anieli musi opóźnić ogłoszenie ich ślubu, żeby przygotować na tę wiadomość córkę. Od Anieli Alfred dowiaduje się, że jest z nim w ciąży i potrzebuje pomocy przy porodzie. Alfred natyka się na Henryka i uprasza go o pomoc w odebraniu porodu znakomitej damy, której tożsamość ma jednak pozostać dla lekarza ukryta. Ernestyna ponownie spotyka się z Alfredem i tym razem przyjmuje on oferowaną nominację. Po odejściu gości Alfred przywozi dorożką Henryka z zawiązanymi oczami i wprowadza go przez okno do pokoju Anieli.

### Akt IV Aniela
Zaniepokojona trwającą od trzech dni słabością córki hrabina uzyskuje jej zgodę, by zbadał ją Henryk. Henryk z rozmowy z Anielą domyśla się, że to jej dziecko odbierał przed trzema dniami i że ojcem dziecka jest Alfred. Zmusza więc Anielę, by rozmówiła się z matką i doprowadziła do ślubu z Alfredem. Aniela wyznaje matce, że urodziła syna Alfredowi, a wstrząśnięta matka przyznaje się córce, że zamierzała Alfreda poślubić.

### Akt V Henryk Muller
Alfred zamierza potajemnie opuścić dom hrabiny. Hrabina błaga go o poślubienie córki. Obiecuje, że przekaże mu cały swój majątek, a sama usunie się do klasztoru, jeśli tylko poślubi jej córkę i ochroni ją przed hańbą. Alfred wyraża zgodę i poleca jej udać się do notariusza. Po jej wyjściu w pośpiechu się pakuje. W tym czasie wchodzi Henryk i zamyka drzwi wejściowe i chowa klucz. Alfred chce mu dać satysfakcję, ale Henryk odmawia udziału w pojedynku na szable lub pistolety, ze względu na swój stan zdrowia. Uzgadniają, że będą strzelać do siebie z bardzo bliska, lecz tylko jeden pistolet będzie nabity. Po wyjściu Alfreda po pistolety, wchodzi Aniela i zwierza się Henrykowi, że wyznanie matki sprawiło, że uświadomiła sobie, że nigdy nie kochała Alfreda i nie ma zamiaru za niego wychodzić za mąż. Uszczęśliwiony Henryk udaje się z Alfredem do ogrodu, by odbyć pojedynek. Hrabina wchodząca do domu z notariuszem słyszy strzały. Wchodzi Henryk, siada przed notariuszem i podaje swoje imię i nazwisko jako dane męża Anieli i ojca jej dziecka. Alfred przed chwilą zginął, a z nim hańba Anieli. Jedyny pozostały przy życiu świadek też nie pożyje długo.

## Okoliczności wystawienia utworu
Nieoceniony Harel zgodził się wystawić sztukę, z Idą Ferrier w roli głównej, zaraz po Marii Tudor Victora Hugo, której premiera została zaplanowana na najbliższą jesień. W czerwcu ukazało się dzieło historyczne Dumasa Galia i Francja, które spotkało się z pochwałami Revue de Paris i ostrą krytyką L'Europe litteraire, pióra Garniera de Cassagnac. De Cassagnac, chcąc się odwdzięczyć Hugo za zaprotegowanie go przez pisarza w Le Journal des Debats, napisał drugi, jeszcze bardziej obelżywy artykuł, w którym przeciwstawiał najwybitniejszemu francuskiemu poecie, Victorowi Hugo, Dumasa, którego nazywa: nikczemnym plagiatorem, żerującym na talencie Scotta, Schillera i Lope de Vegi, literackim piratem, który ukradł wszystko, co proponuje swym widzom. Hugo odradzał publikację tak drastycznego tekstu. Uważał, że byłoby niemądrze drażnić Dumasa, w przeddzień premiery Marii Tudor, kiedy może się przydać każda życzliwa osoba.
1 listopada 1833 roku Harel, który prawdopodobnie nie wierzył, że sztuka Hugo może utrzymać się na afiszu, polecił wywiesić plakat o  następującej treści: Już teraz „Maria Tudor”. Wkrótce „Aniela”. Urażony Hugo, podejrzewając o autorstwo plakatu Dumasa, zwrócił się do de Cassagnaca o opublikowanie artykułu. Dumas, który od przyjaciół dowiedział się, że Hugo osobiście dokonał ostatecznej redakcji tekstu, napisał do niego list, w którym stwierdzał: Cóż mogę panu, w takiej sytuacji, powiedzieć przyjacielu? Chyba tylko to, że sam nigdy bym nie dopuścił, by w przeddzień wystawienia jednej z moich sztuk, w gazecie, w której byłbym tak wpływową osobą, jak pan w „Journal de Debats”, ukazał się artykuł godzący, nie powiem w mego rywala, ale w przyjaciela. Hugo odpowiedział chłodno i dosyć mętnie, że wprawdzie wiedział od sześciu tygodni o artykule de Cassagnaca, ale że Dumas powinien mu raczej podziękować niż go oskarżać, bo dzięki jego staraniom uniknął „najgorszego”. Po czym niczego nie tłumacząc zakończyłː Wszystko panu powiem, gdy mnie pan odwiedzi. Dziesięć minut rozmowy lepiej sprawę rozjaśni, niż dziesięć listów. Czując potrzebę usprawiedliwienia się w oczach innych, Hugo zamieścił, w następnych dniach, protest Dumasa i własną odpowiedź w gazetach

## Dwie premiery
Cała sprawa i nadany jej rozgłos nie posłużyły sztuce Hugo. Publiczność, która tak niedawno oklaskiwała jego Lukrecję Borgię, teraz zaczęła szmerać przeciw nowej sztuce. W dniu premiery, 6 listopada 1833 roku, utwór został wygwizdany, a jego autor spostponowany. Grająca Jane, Juliette Drouet, kochanka Hugo, rozchorowała się ze zgryzoty i Harel musiał ją zastąpić Idą Ferrier. Dumas, by ratować sztukę swego kolegi, ćwiczył z Idą kwestie Jane. Nie na wiele się to jednak zdało.
Wydarzenia, które spowodowały klęskę utworu Hugo, zmieniły stosunek publiczności do Dumasa. Premiera Anieli, która miała miejsce 28 grudnia w teatrze Porte-Saint-Martin, okazała się sporym sukcesem. Zręcznie napisany, choć okrutny, dramat, obfitujący w śmiałe pomysły sytuacyjne i cięte dialogi, spodobał się publiczności. Zmieniło się również nastawienie prasy do Dumasa. Dziennikarze podkreślali kunszt aktorów – Bocage'a, Lockroya, panny Verneuil. Nawet Ida Ferrier mimo tuszy i nosowego głosu, zebrała pochlebne recenzje. Tylko jeden z krytyków napisał, że aktorka ma wadę wymowy, zacina się przy słowie „mama” i w końcu mówiː Babo jestem taka załabana.
La Gazette des Lettres nazwała Dumasa przywódcą duchowym współczesnej szkoły romantycznej. A Hypolyte Romand napisał o nim przy okazji premiery dramatu w Le Revue des Deux Mondes, że jest najmniej logicznie myślącą istotą, jaką sobie można wyobrazić [...], fałszywym poetą, nienasyconym artystą [...], zbyt szczodrym w przyjaźni, zbyt despotycznym w miłości, próżnym jak kobieta, stanowczym jak Bóg, bezgranicznie szczerym, miłym dla każdego – czy jest tego wart czy nie – roztrzepanym, a nawet beztroskim [...] Don Juanem nocą, Alcybiadesem w dzień, prawdziwym Proteuszem wymykającym się wszystkim i samemu sobie, dającym się lubić zarówno ze względu na swe wady, jak na swoje zalety.